# Frida Toveby
Frida Linnea Toveby, född Johansson 29 juli 1982 i Härlanda församling i Göteborg, är en svensk före detta handbollsspelare. Hon spelade mittsexa.

## Klubbkarriär
Frida Toveby spelade handboll på elitnivå i 10 säsonger. Hon spelade för IK Sävehof 2006 och 2007 då klubben tog SM-guld. 2008 innan proffssejouren i Danmark fick hon uppleva förlusten mot Skövde.  Hon spelade professionellt för den danska ligalaget Aalborg DH 2008–2010, Efter de två åren i Aalborg avslutade hon sin karriär i Sävehof med att ta sitt tredje SM-guld i SM-finalen mot Eslöv 2011. Frida Toveby är utbildad jurist och arbetar som advokat efter handbollskarriären.

## Landslagskarriär
Toveby spelade 22 landskamper 2003–2009 för Sveriges damlandslag i handboll. Hon kom in som reserv i OS i Peking 2008, efter Therese Helgessons skada. Förutom OS 2008 har hon spelat EM 2008 för Sverige. Dessa två  blev hennes enda mästerskap. Enligt den nya statistiken på Svensk handboll skulle hon ha debuterat i landslaget först 2008 och bara spelat 15 landskamper vilket inte verkar stämma. I en artikel i Expressen i februari 2008 då Frida Toveby hette Johansson fortfarande så har hon spelat tre landskamper åren 2003-2005. Hon spelar sedan fler under 2008 före den första som tas upp i statistiken. Statistiken har blandat ihop Frida Tovebys landskamper med en tidigare spelare som också hette Frida Johansson och spelade för Skövde, Skånela och Levanger och i landslaget 2000-2007.

## Meriter
- 3 SM-guld med IK Sävehof 2006, 2007 och 2011.
- 1 DM-silver med Ålborg i danska ligan